# Dresdner Straße (Freital)
Die Dresdner Straße ist eine Innerortsstraße in der Großen Kreisstadt Freital (Landkreis Sächsische Schweiz-Osterzgebirge). Sie ist etwa 4,5 Kilometer lang und eine der wichtigsten Trassen des Straßenverkehrs in Freital.

## Verlauf

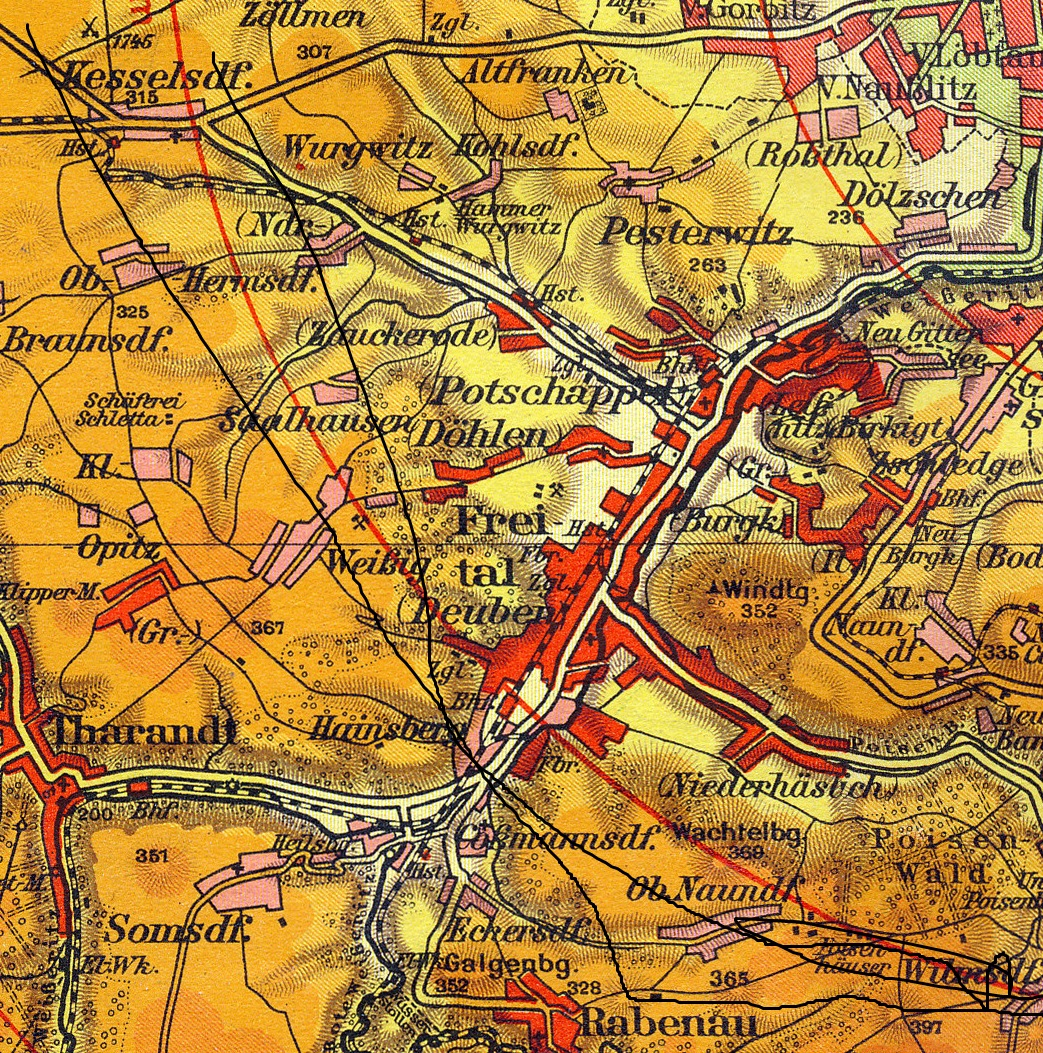
Stadtplan Freitals um 1930 mit dem zentralen Verkehrsweg Dresdner Straße

Die Dresdner Straße (Staatsstraße S 194) verläuft durch das Tal der Vereinigten Weißeritz im Döhlener Becken und verbindet die darin liegenden Kernstadtteile Freitals. Dabei folgt sie im Wesentlichen dem Flusslauf. Die Dresdner Straße beginnt an der Freitaler Stadtgrenze zu Dresden als Fortsetzung der Tharandter Straße auf Seiten der Landeshauptstadt. Von dort aus verläuft sie in südwestlicher Richtung durch den Stadtteil Potschappel. Dort kreuzt sie unter anderem die Oberpesterwitzer und die Richard-Wagner-Straße. Anschließend verläuft sie durch das Potschappler Zentrum, am „Platz des Handwerks“ vorbei zum Potschappler Markt und hat dort Anschluss an die Coschützer Straße. An der Einmündung der Wilsdruffer Straße (S 36) geht die Dresdner Straße in den Stadtteil Döhlen über. Etwa zweihundert Meter weiter kreuzt sie sich mit der Lutherstraße und dem Platz des Friedens. Von dort aus führt die Straße durch Neudöhlen, vorbei an der Glashütte Freital Richtung Deuben. Vor der Grenze zu diesem Stadtteil liegt die Einmündung der Schachtstraße, kurz danach wird der „Neumarkt“ passiert.
In Deuben hat die Dresdner Straße zunächst eine Kreuzung mit der Hütten-/Poisentalstraße, die S 36 wechselt an dieser Stelle auf die Poisentalstraße und führt weiter Richtung Possendorf. Die Dresdner Straße setzt ihren Verlauf durch den Ortskern Deubens fort, vorbei am Rathaus Deuben und dem Klinikum Freital. Im Stadtteil Hainsberg passiert sie die Papierfabrik Hainsberg. Die Dresdner Straße endet in Hainsberg an der Kreuzung mit der Rabenauer Straße (S 193), die S 194 setzt sich als „Tharandter Straße“ bis zur Stadtgrenze fort.

## Geschichte

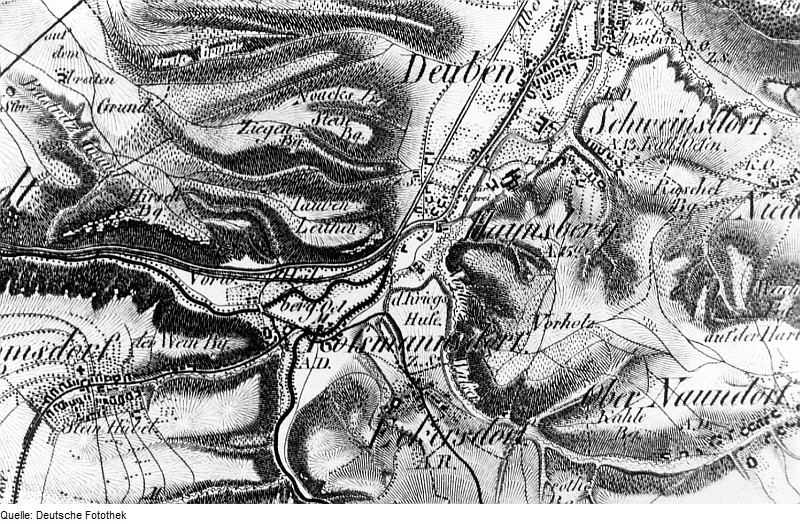
Die Dresdner Straße zwischen Deuben und Hainsberg im Oberreit’schen Atlas von 1821/1822

Ein gut ausgebauter Verbindungsweg zwischen den Orten Potschappel und Deuben wurde im 16. Jahrhundert im Auftrag von Hans Biener angelegt. Er hatte 1542 das Privileg zum Abbau von Steinkohle im Döhlener Becken erhalten und brauchte die Verbindung, um die geförderte Kohle nach Dresden bringen zu können. Die sich jeweils anschließenden Teilstücke der heutigen Dresdner Straße wurden ebenfalls befestigt und zum Fahrweg ausgebaut, um das im Erzgebirge abgebaute Silber von Freiberg nach Dresden bringen zu können. Damit ist die Dresdner Straße Teil einer Silberstraße genannten Verbindung zwischen dem Erzgebirge und der Landeshauptstadt. Zwischen 1809 und 1812 wurde die Straße bis Tharandt ausgebaut. Zwischen dem heutigen Platz des Friedens und dem Deubener Zentrum erfolgte der Ausbau 1830. Der Ausbau der heutigen „Tharandter Straße“ durch den Plauenschen Grund kam Mitte des 18. Jahrhunderts in Gange, zuvor verliefen die Fahrwege über Pesterwitz oder Coschütz in die Residenzstadt.
Die Industrialisierung führte in den Gemeinden des Döhlener Beckens zu steigendem Verkehrsaufkommen bezüglich Güter- und Personentransporten. Die Straße wurde kontinuierlich verbreitert und Engstellen durch Abriss von Gebäuden entschärft. Im Jahr 1902 wurde eine Straßenbahnstrecke von Plauen aus bis nach Deuben gebaut, die Dresdner Straße erhielt überwiegend zweigleisige Einbauten in das Kopfsteinpflaster. In Deuben wurde – etwa auf dem Gelände des heutigen Busbahnhofes – ein Straßenbahndepot errichtet. Bis 1906 erfolgte die Verlängerung nach Hainsberg, bis 1912 nach Coßmannsdorf.

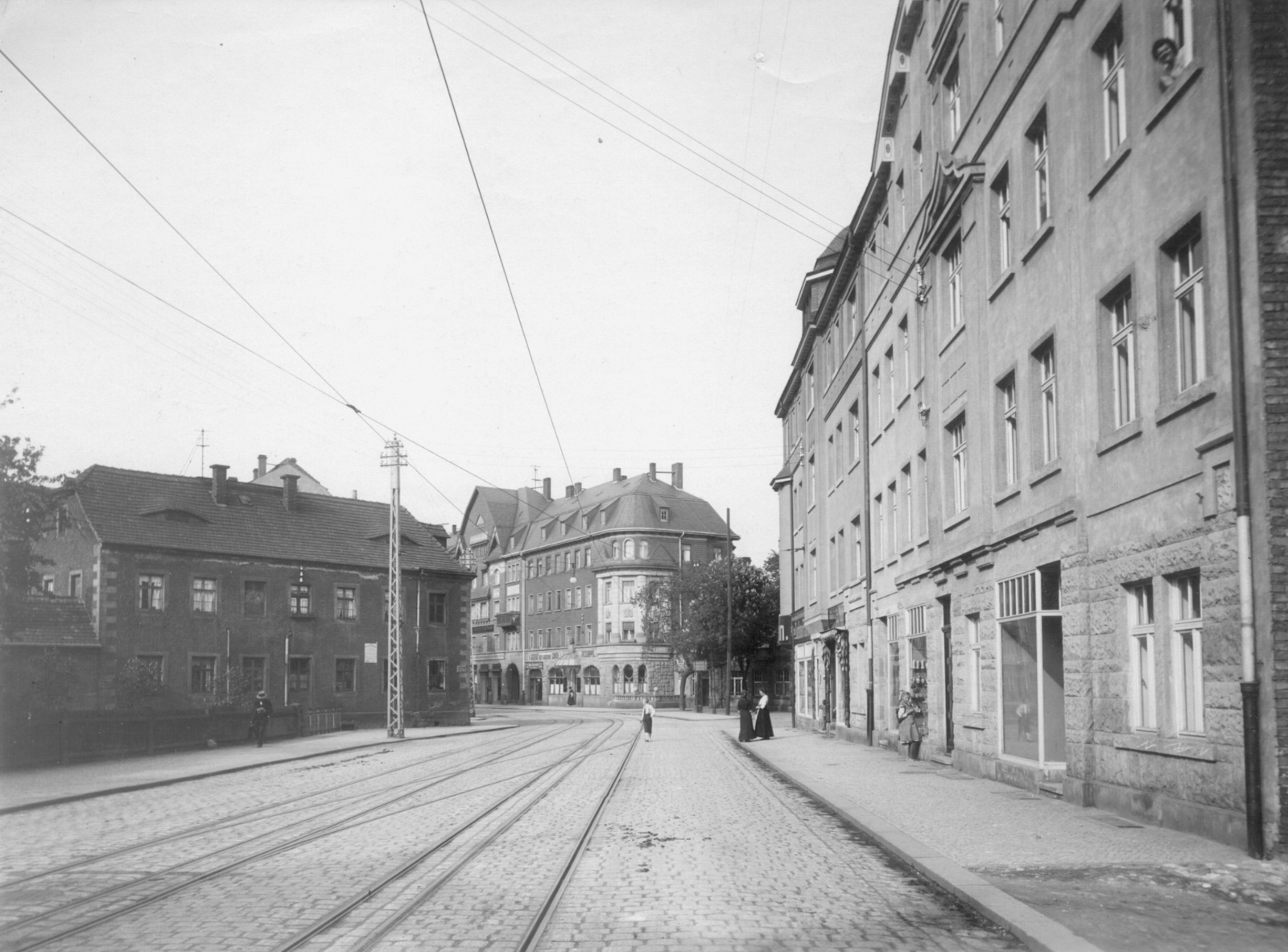
Die Untere Dresdner Straße in Potschappel, Blickrichtung Dresden, vor 1914

Die bereits 1855 eröffnete Strecke der Albertsbahn AG von Dresden nach Tharandt kreuzte die Dresdner Straße noch zu Beginn des 20. Jahrhunderts ebenerdig. Um die dichten und sich gegenseitig behindernden Verkehrsströme zu entflechten, begann man 1901 mit der Höherlegung der Bahnstrecke.
Die Vereinigung von Deuben, Döhlen und Potschappel im Jahr 1921 zur Stadt Freital erfolgte, als die drei Gemeinden entlang der Dresdner Straße schon längst baulich zusammengewachsen waren. Die Dresdner Straße war namentlich noch in einen unteren und einen oberen Abschnitt geteilt. Die „Untere Dresdner Straße“ verlief von der Stadtgrenze zu Dresden bis zwischen die Einmündungen von Wilsdruffer/Hauptstraße (heute Lutherstraße). Dort ging sie in die längere „Obere Dresdner Straße“ über. Die Teilung wurde im Jahr 1964 aufgehoben und die Dresdner Straße auf ihrer gesamten Länge neu nummeriert.

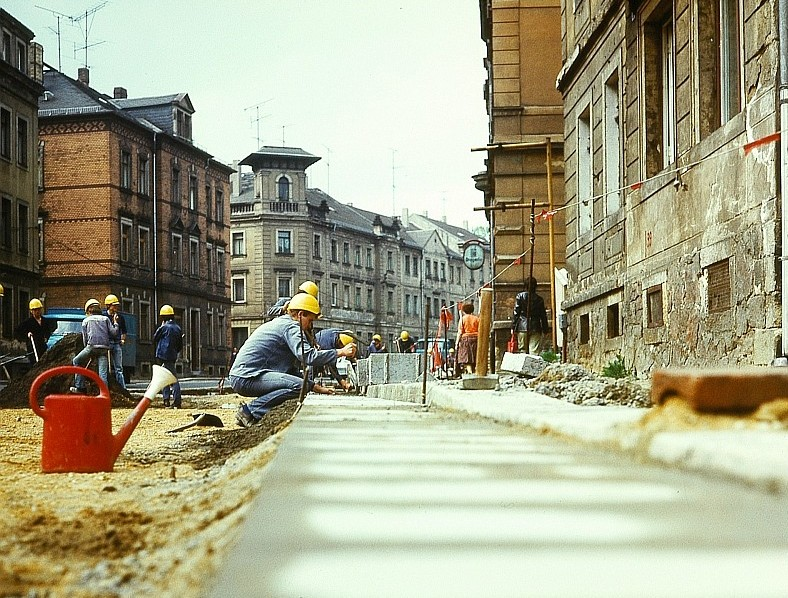
Bauarbeiten auf der Dresdner Straße in Hainsberg, 1982

In den 1970er Jahren rentierte sich der Betrieb der Straßenbahnlinie nicht mehr, sodass am 26. Mai 1974 die letzte Straßenbahn von Hainsberg aus verkehrte. Die Haltestellen entlang der Dresdner Straße wurden fortan von Omnibussen angesteuert. Ein Jahr darauf begannen umfangreiche Erneuerungsarbeiten an der Dresdner Straße. Die Gleise und Oberleitungen wurden ausgebaut, das Kopfsteinpflaster durch eine Schwarzdecke ersetzt. Die Arbeiten waren im April 1976 bis nach Neudöhlen an den Bereich zwischen Glasfabrik und Schachtstraße fortgeschritten. Einige ehemalige Beton-Oberleitungsmasten der Straßenbahn sind als Laternenpfähle bis heute in Gebrauch.
Nach 1990 wurde die Straße ein weiteres Mal grundhaft saniert. Durch die Konzentration des Einzelhandels in Supermärkten und Einkaufszentren (z. B. Weißeritz-Park, Elbe-Park) sowie die geringe Aufenthaltsqualität entlang der stark vom zunehmenden motorisierten Verkehr in Anspruch genommenen vierstreifigen Hauptverkehrsachse kam das Geschäftsleben entlang der Dresdner Straße ins Hintertreffen. Hinzu kam die schlechte Bausubstanz der anliegenden Gebäude. Zur Entlastung der Innenstadt wurde um die Jahrtausendwende mit dem Bau einer Umgehungsstraße begonnen. Der erste Teil zwischen dem Ortseingang aus Dresden und Deuben wurde 2006 fertiggestellt, eine Verlängerung bis an die Tharandter Straße in Hainsberg ist geplant.
Von 2010 bis 2015 wurde die Dresdner Straße in dem inzwischen von der Umgehungsstraße entlasteten Teil zwischen Potschappel und Deuben durch bepflanzte Buchten sowie begrünte Verkehrsinseln am Neumarkt und Platz des Handwerks auf fast durchgehend einen Fahrstreifen pro Richtung verengt. Ziel war zum einen die Verkehrsberuhigung der Innenstadt Freitals und zum anderen das Schaffen von Parkflächen zugunsten der Händler. Nach Abschluss der Umbauten wurde bemängelt, dass die seitlichen Einbuchtungen und die zusätzlichen Parkflächen den Platz für einen Radfahrstreifen genommen haben. Dieser war von einer Aktionsgruppe in der Stadt gefordert worden, da es kaum brauchbare Alternativrouten für Radfahrer gäbe und deren Verkehrssicherheit entlang der Straße als unzureichend angesehen wird.

## Bebauung

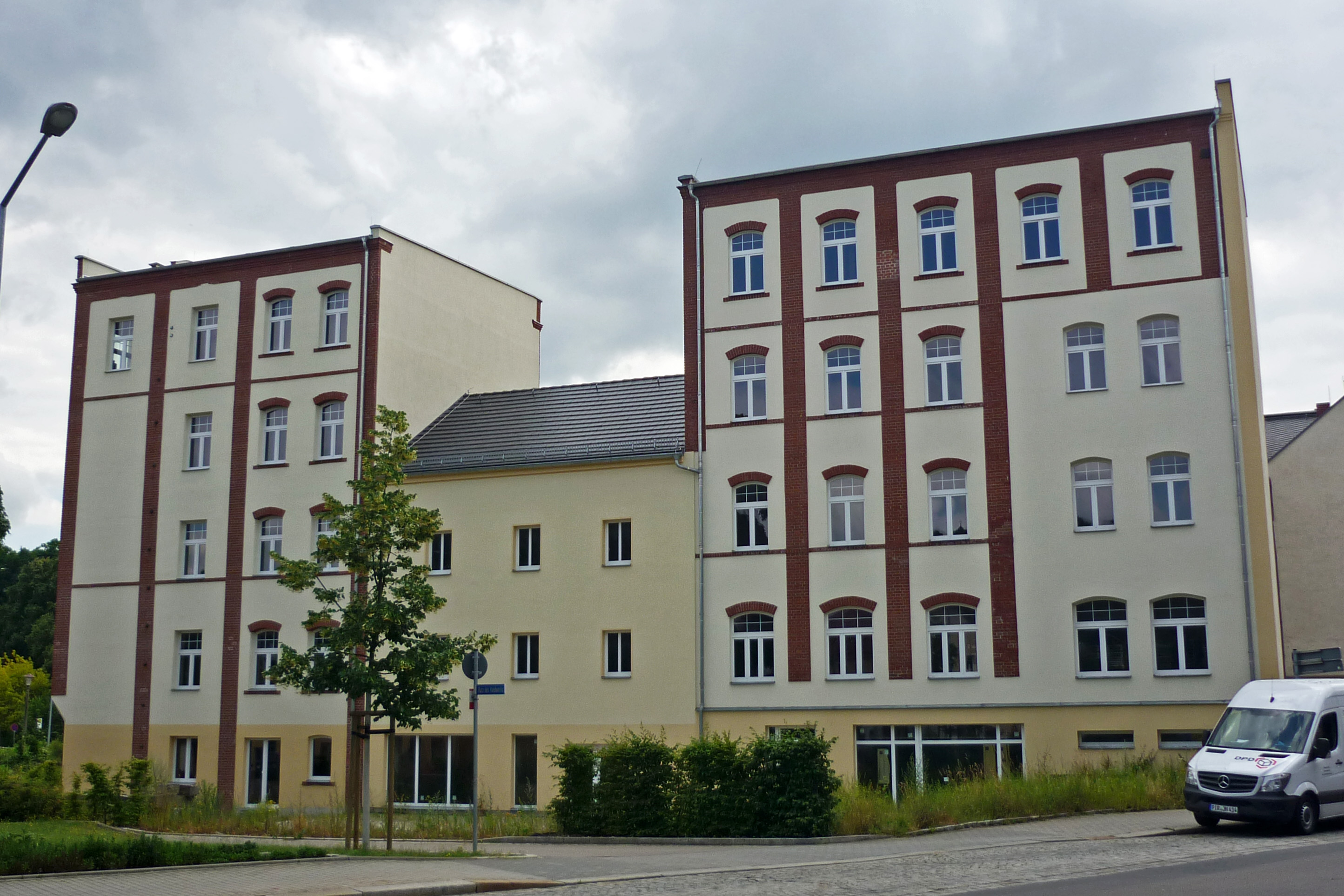
Die Hofemühle in Potschappel

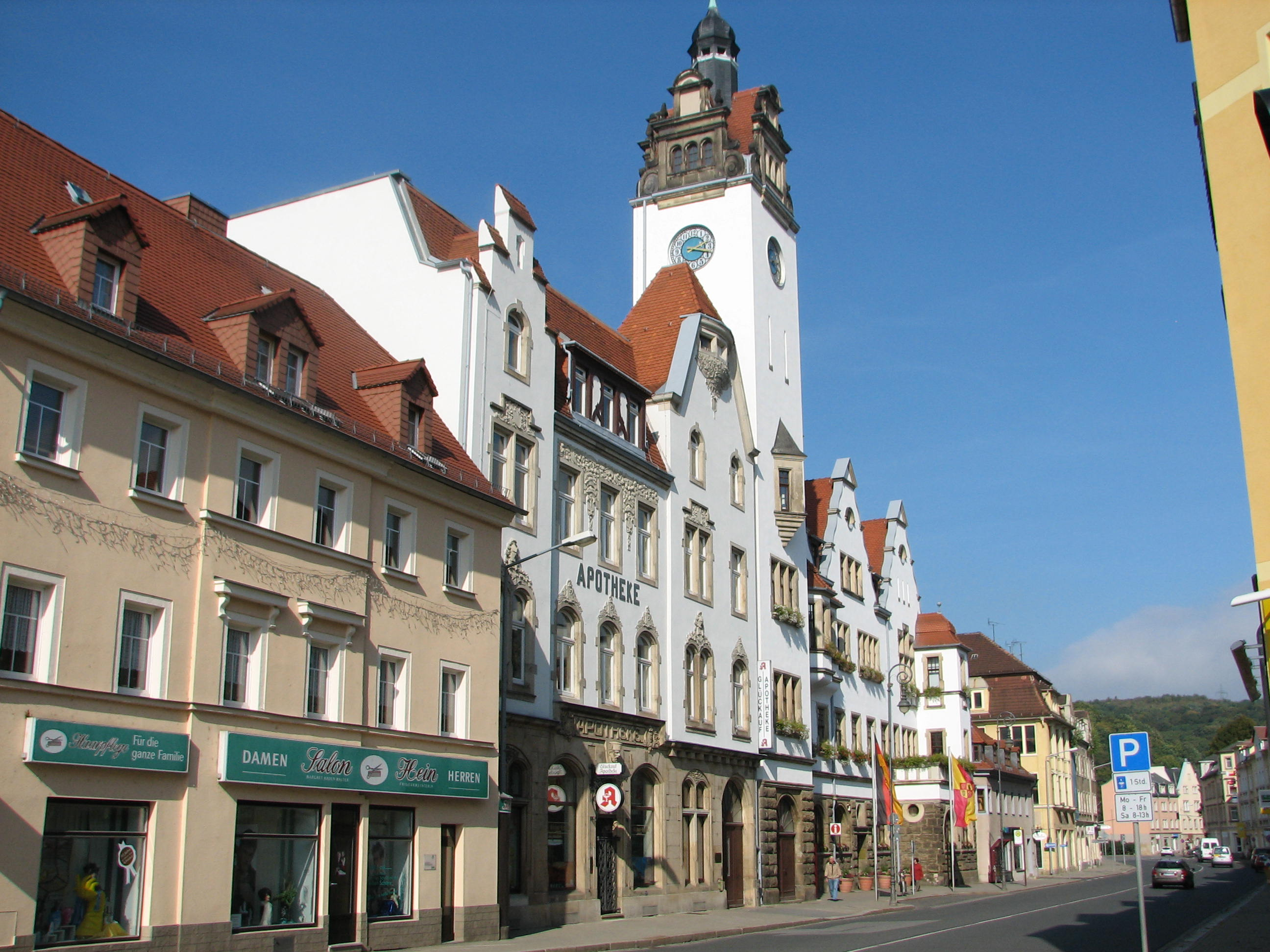
Rathaus Potschappel mit umgebenden Gebäuden

Am Beginn der Dresdner Straße an der Grenze zu Dresden befindet sich das 1828 erbaute Einnehmerhaus, an dem früher Wegzoll für die Erhaltung der Straße gezahlt werden musste. Es gilt heute als ein wichtiges Denkmal sächsischer Verkehrsgeschichte und wird als Ausstellungsort eines Kunstvereins genutzt. Zum Ortszentrum von Potschappel hin ändert sich die Bebauung, an beiden Straßenseiten herrschen vier- bis fünfgeschossige Gründerzeithäuser vor. Den Höhepunkt bildet in Potschappel das Rathaus, das 1903/1904 erbaut wurde und heute der Hauptsitz der Freitaler Stadtverwaltung ist. Jedoch gibt es auch Industriebauten an der Dresdner Straße, so in Potschappel beispielsweise das Gebäude der ehemaligen Hofemühle. Weitere das Straßenbild prägende Häuser in diesem Bereich sind das ehemalige HO-Kaufhaus an der Ecke Oberpesterwitzer Straße (Dresdner Straße 40, 1927 erbaut), der Gasthof zum Goldenen Löwen (1908/1909) und gegenüber der 1938 errichtete Sitz der Girozentrale Sachsen (Turnerstraße 1/Dresdner Straße 88).
An der Flurgrenze zu Deuben wurde in den 1990er Jahren ein modernes Bürogebäude errichtet, in dem unter anderem die Hauptsparkasse Freitals untergebracht ist. Es folgen weitere Gründerzeitbauten im Straßenverlauf. An der Ecke zur heutigen Lutherstraße wurde 1912 der „Döhlener Hof“ errichtet, der seit 1952 das „Stadtkulturhaus Freital“ beheimatet und diesen Bereich noch heute baulich prägt. Der folgende Verlauf der Dresdner Straße durch Neudöhlen führt sie zuerst am Fabrikgelände des Glaswerks vorbei, gegenüber entstanden in den 1930er Jahren einheitlich gestaltete Arbeiterwohnhäuser. An dieser Stelle stand zuvor die Rote Mühle, die 1596 erstmals erwähnt wurde und vor der Errichtung der Arbeitersiedlung das einzige Gebäude auf diesem Flurstück Neudöhlens war. Gegenüber der Einfahrt des Glaswerkes befindet sich das „Capitol“-Kino (ehemals Filmtheater Maxim Gorki), das derzeit nicht mehr betrieben wird. Um das Kino entstand durch großflächige Abrissarbeiten nach 2000 ein großer Stadtpark, der mit einem Brunnen gestaltet wurde.

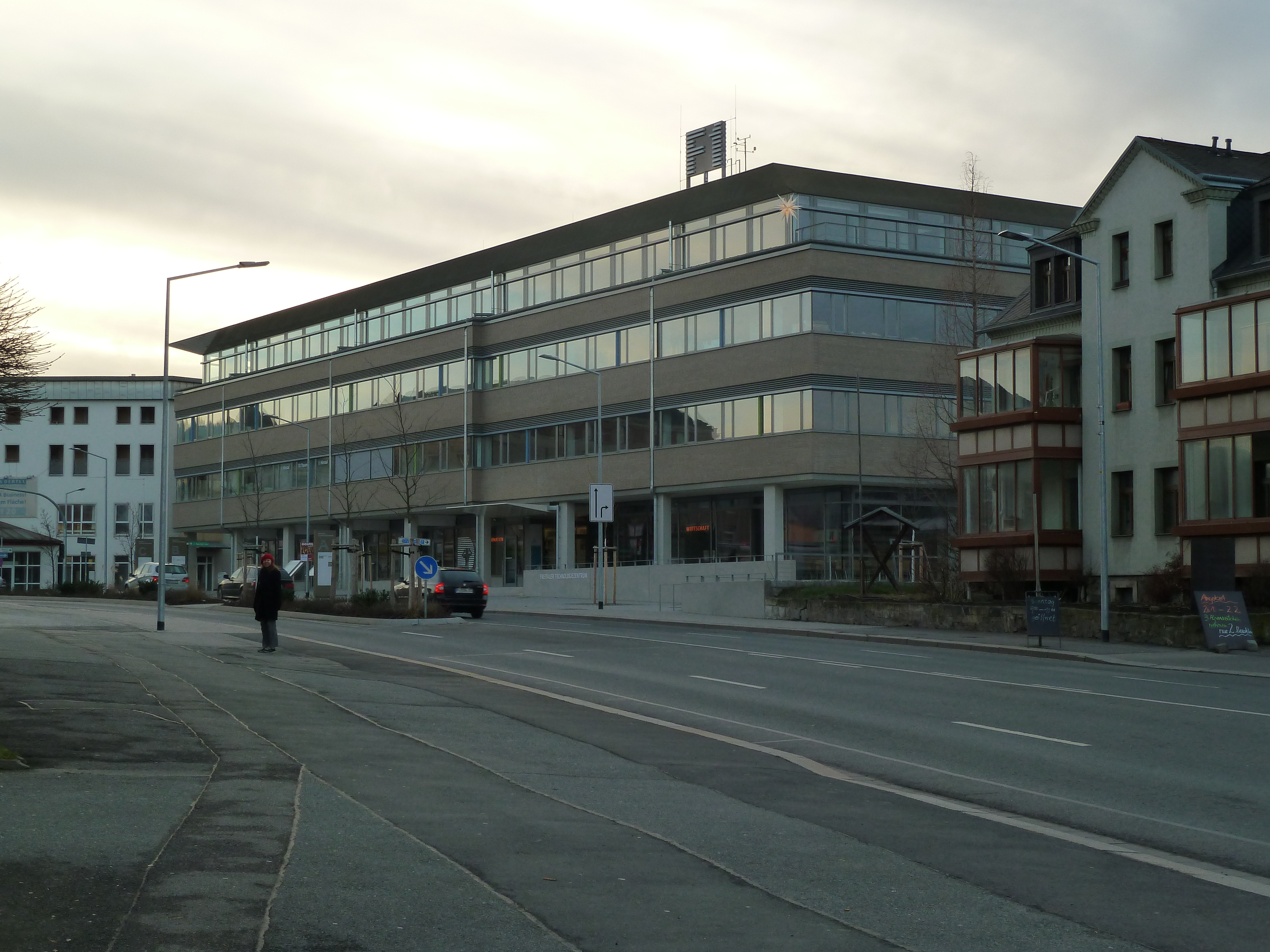
Gründerzentrum im Januar 2014

Nach 1921 lag es im Bestreben der Stadtverwaltung, der aus Dörfern zusammengewachsenen neuen Stadt ein repräsentatives Zentrum zu geben. Um den Neumarkt herum wurde mit dem Bau einiger großer Verwaltungsgebäude begonnen, so entstanden an der Dresdner Straße 1927 der Sitz der Ortskrankenkasse (heute von der Polizei genutzt), ein Finanzamt und ein „Stadthaus“ an der Ecke zur heutigen Leßkestraße. Es war vor allem für ein großes Kaufhaus und mehrere Arztpraxen gedacht. Zudem sollten zehn Luxuswohnungen entstehen. Nebenan war die Errichtung eines neuen Zentralpostamtes geplant, das jedoch aufgrund der unsicheren Wirtschaftslage wie alle anderen geplanten Gebäude in dieser Gegend nicht realisiert wurde. So scheiterte auch der Bau eines neuen Rathauses auf der Wiese zur Weißeritz hin. Bis heute wurden die Pläne für ein Stadtzentrum an dieser Stelle nicht aufgegeben, in den 1990er Jahren errichtete ein Investor das „City-Center“ gegenüber dem Stadthaus, von 2011 bis 2013 wurde ein „Technologie- und Gründerzentrum“ am Neumarkt gebaut.

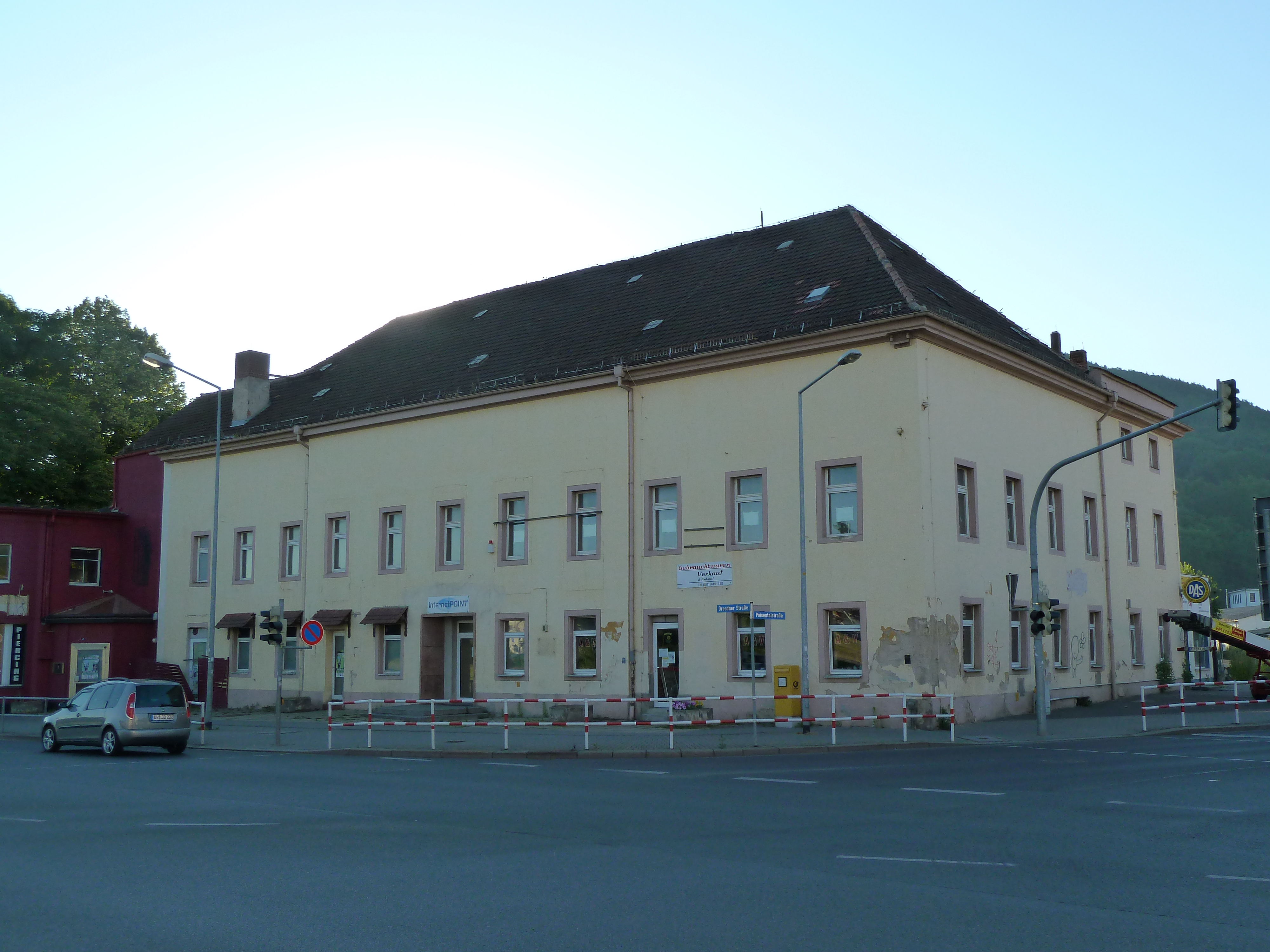
Der Sächsische Wolf wurde 2011 abgerissen

Bis 2011 stand an der Ecke Dresdner Straße/Poisentalstraße der „Sächsische Wolf“, zu DDR-Zeiten als „Club der Edelstahlwerker“ bekannt. In diesem seitdem brach liegenden Areal prägte er das Straßenbild. Zuletzt war er von unterschiedlichen Mietern genutzt worden. Die Fläche soll mit dem Neumarktareal zum Stadtzentrum entwickelt werden. Im weiteren Verlauf durch Deuben passiert die Dresdner Straße eine Reihe markanter Bauwerke, darunter eine aus sechs Häusern bestehende Gebäudezeile (Dresdner Straße 190–200), die mit einigen anderen Häusern an der Straße unter Denkmalschutz steht. An der Kreuzung Mozartstraße befindet sich das Rathaus Deuben, 1888 errichtet und heute Zweigstelle der Stadtverwaltung. Es ist das kleinste und auch älteste der drei Rathäuser der Gründungsstadtteile, früher stand vor dem Rathaus der „Krönertbrunnen“.
Im Weiteren Straßenverlauf wechseln sich Gründerzeithäuser und kleinere Wohnhäuser auf beiden Straßenseiten ab, an der Kreuzung Krönertstraße entstanden nach 2006 zwei Supermärkte mit großem Parkplatz auf dem Gelände der ehemaligen Städtischen Gewerbeschule. In Deuben-Süd wurden zu DDR-Zeiten Häuserzeilen in Plattenbauweise errichtet, diese ziehen sich bis nach Hainsberg. Dort schließen sich lose Fabrik- und Verwaltungsgebäude der Papierfabrik und des Hainsberger Metallwerkes an. Zudem befindet sich an dieser Stelle der Bahnhof Hainsberg mit einem kleinen Park und Bahnhofsvorplatz. Zum Ende der Straße im Ortskern von Hainsberg wird die Bebauung wieder dichter.

## Verkehr
Die Dresdner Straße ist in großen Abschnitten noch vierspurig, teilweise ist sie durch Parkbuchten an der Seite eingeengt. Eine durchgängige Spur für Radfahrer ist nicht vorhanden, lediglich zwischen der Deuben-Hainsberger Grenze und der Rabenauer Straße gibt es Radfahrstreifen beidseitig der Straße. Zu beiden Seiten gibt es Fußwege, die mitunter auch mit Baumpflanzungen als Beruhigungsmaßnahme ergänzt wurden.
Für die Buslinien des Regionalverkehrs Sächsische Schweiz-Osterzgebirge (RVSOE) ist die Dresdner Straße eine wichtige Verbindungsstrecke zu den äußeren Freitaler Stadtteilen. Alle sechs Stadtbuslinien 160 bis 166 verkehren über die Straße, wobei die Linie 160 weitestgehend dem Verlauf der Straßenbahnlinie folgt. Auch einige Regionalbuslinien des RVSOE und der Dresdner Verkehrsbetriebe verkehren entlang der Straße. Die Buslinien steuern zehn Haltestellen an, die sich im Verlauf der Dresdner Straße befinden. Außerdem erfolgt die Zufahrt zum Busbahnhof Deuben mit über die Dresdner Straße.